# Linia kolejowa nr 258
Linia kolejowa nr 258 – dawna linia kolejowa łącząca stację Wiatrowiec Warmiński ze stacją Sępopol. Linię otwarto w 1907. Ruch pasażerski i towarowy na linii po raz pierwszy zawieszono w 1944; był on dwukrotnie wznawiany, jednak w 1991 na linii całkowicie ustało kursowanie pociągów. W 1999 roku linię rozebrano.